# Brunhilda (walkiria)

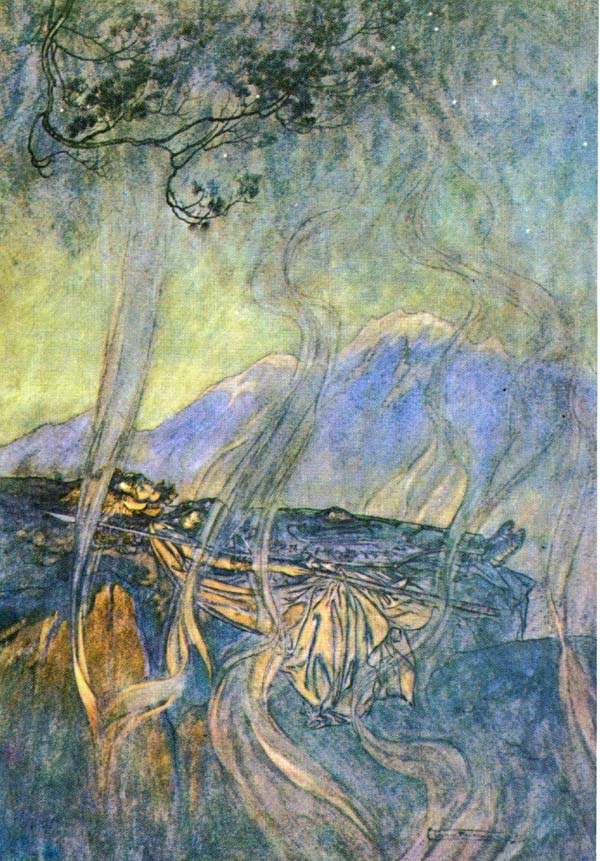
Brunhilda śpiąca pośród magicznego ognia. Ilustracja do Pierścienia Nibelunga. Arthur Rackham, 1911

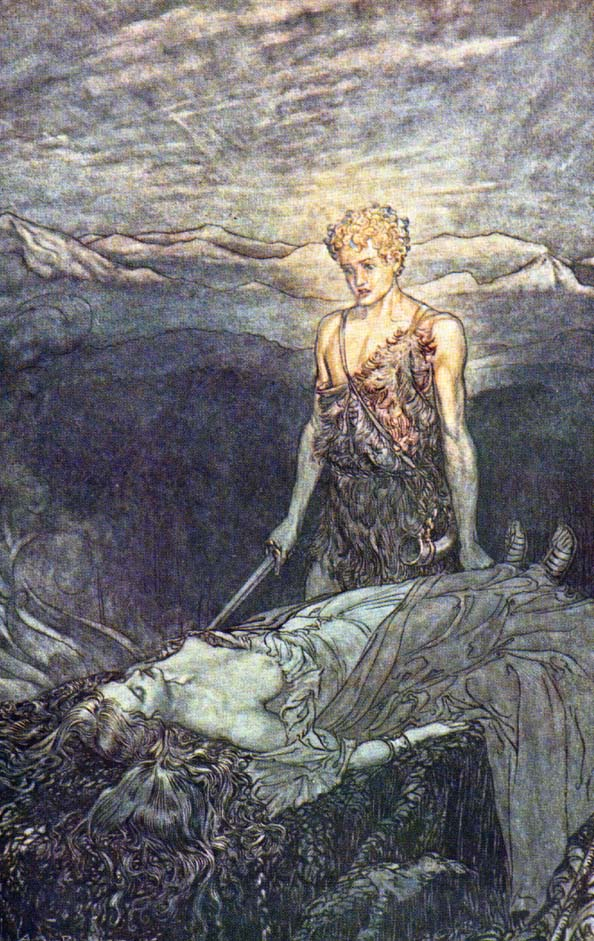
Zygfryd budzi śpiącą Brunhildę. Ilustracja do Pierścienia Nibelunga. Arthur Rackham, 1911

Brunhilda – postać z mitologii nordyckiej, jedna z walkirii.

## Mit o Brunhildzie
Walkirie były pannami-wojowniczkami, które – uzbrojone w hełmy, tarcze i włócznie – służyły Odynowi na polu bitwy. Jeździły wtedy po niebie na swych pięknych rumakach i walczyły razem z nim.
W czasie pokoju, kiedy nie było wojen, walkirie nie miały co robić – zamieniały się więc w piękne łabędzie i schodziły na ziemię, do śmiertelników. Pewnego razu tak właśnie uczyniła Brunhilda, najpiękniejsza z walkirii. Postanowiła wykąpać się w ziemskim jeziorze, więc skryła się w lesie. Tam zrzuciła pióra, zmieniła się w kobietę i naga weszła do sadzawki. Przechodzący nieopodal król zauważył ją. Podkradł się i ukradł jej pióra, bez których nie mogła na powrót zamienić się w łabędzia. Mówiąc jej, że musi pomóc mu w bitwie, w przeciwnym wypadku nie odda jej piór, wymusił na niej przystąpienie do walki z królewskim wrogiem.
Kiedy Odyn dowiedział się, że Brunhilda stanęła do walki bez jego pozwolenia, był wściekły. Aby ukarać Brunhildę, ukłuł ją magicznym, usypiającym cierniem. Kiedy zasnęła, bóg umieścił ją w zamku, wokół którego rozpalił ogromne płomienie. Dzielny wojownik imieniem Sygurd (niem. Siegfried) uratował Brunhildę, jednak przez to straciła ona swą moc. Odtąd była już zwykłą kobietą. Miała na zawsze pozostać w Walhalli, gdzie musiała witać poległych wojowników i im służyć.
Mit o Brunhildzie został przedstawiony przez Richarda Wagnera w jego operze pt. Walkiria.